# The Velvets
The Velvets fue un grupo estadounidense de estilo Doo wop originario de Odesa (Texas). 

## Historia
El grupo, fue formado en 1959 por Virgil Johnson, un profesor de inglés de secundaria, con cuatro de sus alumnos.  Virgil Johnson, fue DJ de Radio en la emisora KDAV en Lubbock (Texas), antes de formar el grupo. Ejerció como el cantante tenor principal, con el respaldo de Mark Prince ( bajo ), Clarence Rigsby (tenor), Robert Thursby (primer tenor) y William Solomon ( barítono ). Los cuatro eran originalmente alumnos de octavo grado de Johnson en una clase de inglés que él impartía en Odessa en el año escolar 1959-1960.
Roy Orbison escuchó al grupo y los contrató para Monument Records en 1960.  Su primer lanzamiento fue un tema llamado " That Lucky Old Sun ". Su sencillo de mayor éxito fue "Tonight (Could Be the Night)", que alcanzó el puesto 26 en la lista Billboard Hot 100 en 1961.  El siguiente lanzamiento, "Laugh", alcanzó el puesto 90,  y tras la publicación de media docena de sencillos más, el grupo se disolvió. Los sencillos "That Lucky Old Sun" y "Tonight (Could Be the Night)" también llegaron a las listas de éxitos del Reino Unido en 1961. 
Su producción grabada completa consta de treinta canciones, que fueron recopiladas en un disco compacto y lanzadas por Ace Records en 1996. 
Tras la disolución del grupo, Johnson regresó a la escuela donde llegó a ser director.  Falleció en febrero de 2013.  Clarence Rigsby murió en un accidente automovilístico en 1978. 

## Miembros
- Virgil Johnson (29 de diciembre de 1935 - 24 de febrero de 2013) [6]
- William Salomon (1941-2006)
- Mark Anthony Prince (26 de septiembre de 1942 - 11 de noviembre de 2021) [8]
- Clarence Rigsby (1947-1978) [9]
- Robert "Bob" Thursby

## Discografía

### Sencillos
| Año  | Título                         | Posicionamiento en lista | Sello    | Cara B                                                    |
| Año  | Título                         | Billboard Hot 100        | Sello    | Cara B                                                    |
| ---- | ------------------------------ | ------------------------ | -------- | --------------------------------------------------------- |
| 1961 | "That Lucky Old Sun"           | —                        | Monument | "Time and Again"                                          |
| 1961 | "Tonight (Could Be the Night)" | 26                       | Monument | "Spring Fever"                                            |
| 1961 | "Laugh"                        | 90                       | Monument | "Lana"                                                    |
| 1962 | "The Love Express"             | —                        | Monument | "Don't Let Him Take My Baby"                              |
| 1962 | "Let the Good Times Roll"      | 102                      | Monument | "The Lights Go On, the Lights Go Off"                     |
| 1963 | "Crying in the Chapel"         | —                        | Monument | "Dawn"                                                    |
| 1964 | "Nightmare"                    | —                        | Monument | "Here Comes That Song Again"                              |
| 1964 | "If"                           | —                        | Monument | "Let the Fool Kiss You (But Don't Let the Kiss Fool You)" |
| 1966 | "Baby the Magic Is Gone"       | —                        | Monument | "Let the Fool Kiss You (But Don't Let the Kiss Fool You)" |